# Antonín Růsek
Antonín Růsek, né le 22 mars 1999 à Troskotovice en Tchéquie, est un footballeur tchèque qui évolue au poste d'attaquant au Sigma Olomouc.

## Biographie

### Carrière en club
Formé au FC Zbrojovka Brno, Antonín Růsek fait ses débuts dans le championnat tchèque le 29 octobre 2016 face au FC Vysočina Jihlava (match nul 1-1).
Le 26 juillet 2017, Antonín Růsek est prêté au SC Znojmo. 
Il fait ensuite son retour dans son club formateur et est intégré à l'équipe première en 2018. Il inscrit son premier but le 13 mai 2018 lors de la victoire de son équipe face au FK Teplice (1-4).
Lors de la saison 2019-2020 il contribue au retour de son équipe en première division en inscrivant 12 buts en 29 matchs de championnat. Le FC Zbrojovka Brno termine deuxième et retrouve l'élite.
En juin 2021, Antonín Růsek est recruté par le Sigma Olomouc où il signe un contrat de quatre ans, alors qu'il était également courtisé par le FC Baník Ostrava.
Růsek marque son premier but en sélection le 25 août 2021, lors d'une rencontre de coupe de Tchéquie face au SK Uničov (en). Il entre en jeu et participe à la victoire de son équipe par quatre buts à deux.

### En sélection nationale
Avec les moins de 16 ans, il réussit la performance d'inscrire cinq buts en six matchs. Il marque ainsi contre l'Allemagne, la Norvège, l'Autriche (deux buts) et les Pays-Bas.
Avec les moins de 19 ans, il est l'auteur de quatre buts lors de l'année 2017. Il marque un but contre la Grèce, puis un doublé contre l'Arménie, et enfin inscrit une dernière réalisation face au Luxembourg.
Avec les moins de 20 ans, il inscrit deux buts lors de l'année 2019, contre l'Italie et les Pays-Bas.
Růsek joue son premier match avec l'équipe de Tchéquie espoirs le 10 octobre 2019, contre la Grèce. Il entre en jeu à la place de Jan Matoušek et les deux équipes se neutralisent (1-1 score final).
Le 7 septembre 2020, il honore sa première sélection avec l'équipe nationale de Tchéquie contre l'Écosse. Il entre en jeu en cours de partie, et les Tchèques s'inclinent sur le score de deux buts à un.